# تحتمس الثالث

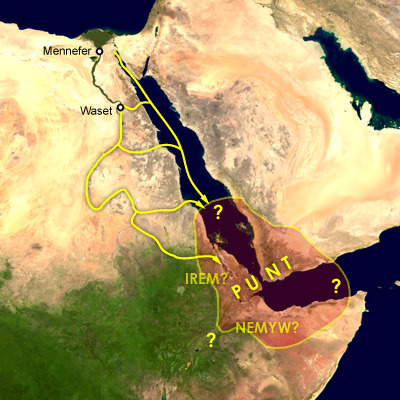
منطقة مملكة بونت المنتجة للبخور والعطور المقدس التي يستخدمها قدماء الفراعنة في طقوسهم الدينية

من خبر رع، تحتمس الثالث (1425 ق.م.) سادس فراعنة الأسرة الثامنة عشر، ويعتبر مؤسس الإمبراطورية المصرية الحديثة في ذلك الوقت. ظلت تلك الإمبراطورية حتى نحو عام 1070 قبل الميلاد لغاية عهد رمسيس الحادي عشر.

## حياته العسكرية
اهتم تحتمس الثالث بالجيش وجعله نظاميا وزوده بالفرسان والعربات الحربية، كما في عهده أتقن المصريون القدماء بفضله صناعة النبال والأسهم. بخلاف عهد تحتمس؛ في الوقت الذي كانت تحكم فيه حتشبسوت اتبعت سياسة سلمية مع مناطق النفوذ المصري في فلسطين والنوبة ومع جيرانها، وكانت تهتم بالبحرية وترسل الحملات البحرية إلى بلاد بونت وإلى سواحل لبنان للتبادل التجاري، انتهزت بعض المحميات في سوريا وميتاني للتمرد على الحكم المصري. وبمجرد أن اعتلى تحتمس الثالث العرش بعد وفاة حتشبسوت كان لا بد وان يعيد السيطرة المصرية على تلك المناطق تأمينا لحدود البلاد. شن تحتمس ستة عشرة حملة عسكرية على آسيا (منطقة سورية وفلسطين) استطاع من خلالها تثبيت نفوذه هناك كما ثبت نفوذ مصر حتى بلاد النوبة جنوباً. [بحاجة لمصدر]
وقد كان أمير مدينة قادش في سوريا يتزعم حلفا من أمراء البلاد الأسيوية في الشام ضد مصر وصل عددهم إلى ثلاثة وعشرين جيشا وكان من المتوقع أن يدعم تحتمس الثالث دفاعاته وقواته على الحدود المصرية قرب سيناء إلا أن تحتمس قرر الذهاب بجيوشه الضخمة لمواجهة هذه الجيوش في أراضيهم ضمن خطة توسيع الامبراطورية المصرية إلى أقصى حدود ممكنة وتأمين الحدود ضد جيوش المتحرشين. [بحاجة لمصدر]

## معركة مجدو

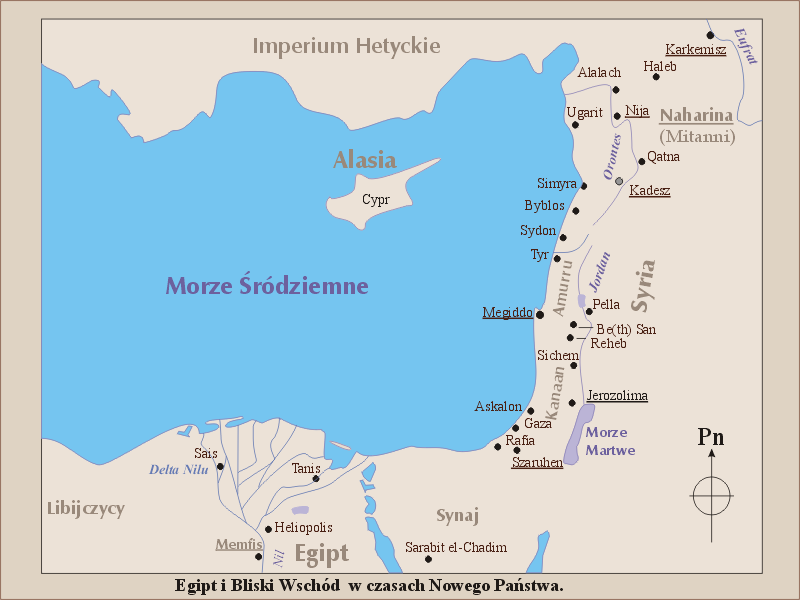
مناطق نفوذ مصر في الشرق الأوسط في عصر تحتمس الثالث.

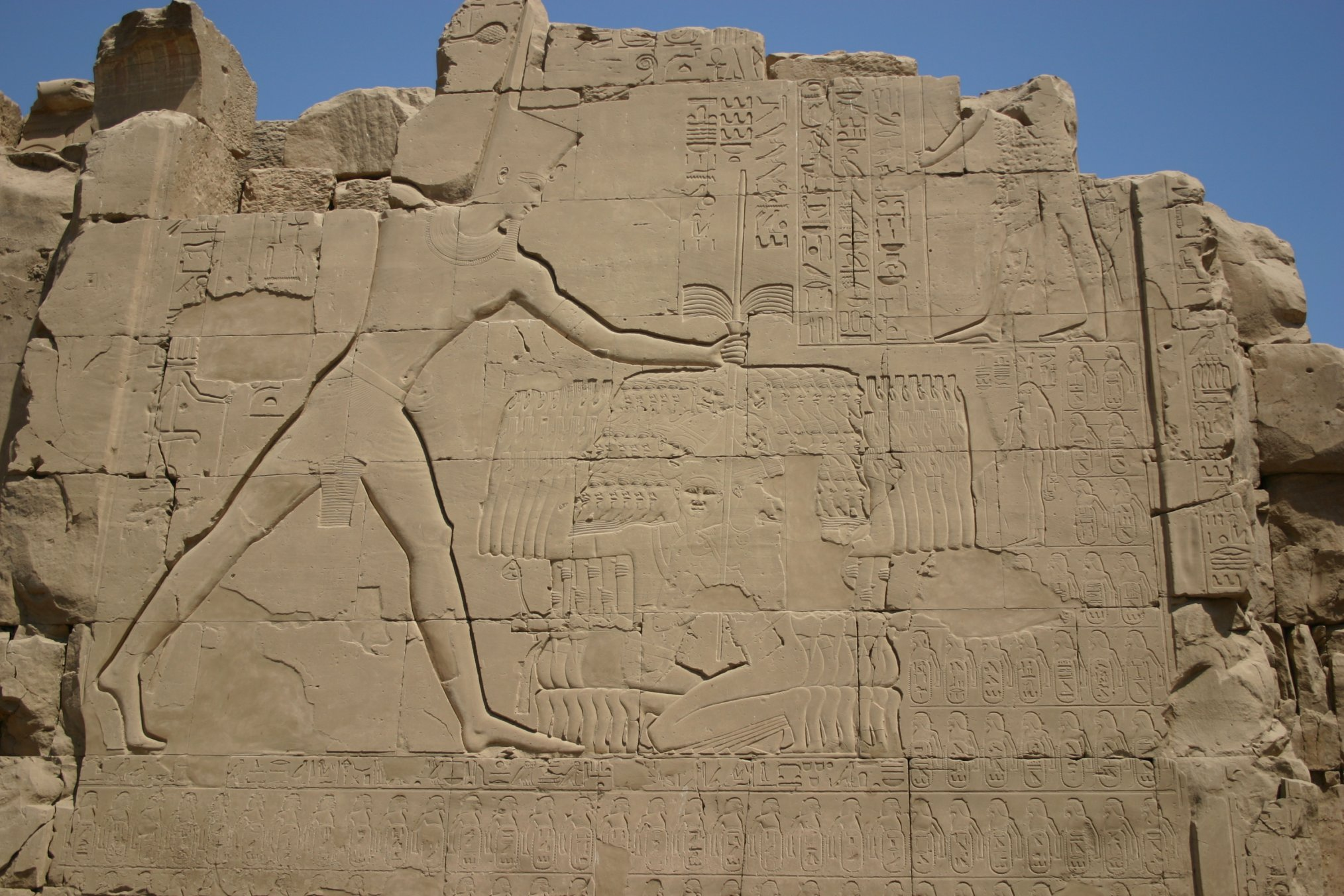
تحتمس الثالث يضرب أعداءه. حفر على أحد جدران الصرح بمعبد الكرنك في طيبة.

بنى تحتمس الثالث القلاع والحصون، وقام بتدريب الجنود على أفضل التدريبات وأمدادهم بأسلحة مبتكرة قوية مثل النبال المستحدثة والتوسع في استخدام العربات في القتال. وفي حملة معركة مجدو قسم جيشه إلى قلب وجناحين واستخدم تكتيكات عسكرية ومناورات لم تكن معروفة من قبل.[بحاجة لمصدر] ثم قام على رأس جيشه من القنطرة وقطع مسافة 150 ميلا في عشرة أيام وصل بعدها إلى غزة ثم قطع ثمانين ميلا أخرى في أحد عشر يوما بين غزة وأحد المدن عند سفح جبل الكرمل، هناك عقد تحتمس الثالث مجلس حرب مع ضباطه بعد أن علم أن أمير قادش قد جاء إلى مدينة مجدو وجمع حوله 230 أميرا بجيوشهم وعسكروا في مجدو المحصنة ليوقفوا تقدم تحتمس الثالث وجيشه.[بحاجة لمصدر]
كان هناك ثلاثة طرق للوصول إلي مجدو اثنان منهما يدوران حول سفح جبل الكرمل والثالث ممر ضيق ولكنه يوصل مباشرة إلى مجدو وقد أستقر رأى تحتمس على أن يمر الجيش من الممر الثالث في مغامرة قلبت موازيين المعركة فيما بعد.[بحاجة لمصدر]
كانت قوات أمير قادش وحلفاءه قد تمركزت عند نهاية طريقين فسيحين معتقدة أن الجيش المصري سيأتي من أحدهما أو من كليهما. في فجر اليوم التالي أمر الملك تحتمس الثالث الجيش بإعادة تركيب العربات الحربية والاستعداد للهجوم المفاجئ. وهجمت قواته وكان على رأسهم في المقدمة على شكل نصف دائرة على مجدو فكانت المفاجأة أن يبادرهم المصريين بهذا الهجوم الكاسح فاضطربوا وفقدوا توازنهم حتى أصبحت جيوشهم في حالة من الفوضى وعدم النظام وبدأ قادة الجيوش والسرايا في الهروب تاركين وراءهم عرباتهم الكبيرة ومعسكرهم الملئ بالغنائم ليدخلوا المدينة المحصنة. وبسبب انشغال أفراد الجيش المصري بجمع الغنائم تمكن الآسيويون من الهروب إلى المدينة وتحصنوا فيها. كانت تبعة انصراف الجيش في جمع المغانم في الوقت الذي كانوا بإمكانهم القضاء على جيوش أمير قادش وتحقيق النصر الكامل أن اضطر تحتمس الثالث لحصار مجدو سبعة شهور طويلة حتى أستسلم الأمراء وأرسلوا أبنائهم حاملين الأسلحة لتسليمها إلى الملك تحتمس الثالث.[بحاجة لمصدر]

## الهجوم على ميتاني
يمكن الاسنتاج أن حملة تحتمس الأول (1492- 1504 ق.م) على سوريا، كانت بداية المواجهة بين مصر الفرعونية والمملكة الميتانية، حتى أنه نصب تذكاراً له غرب الفرات في الجزيرة السورية، وسار تحتمس الثالث على دربه بإرسال الحملات إلى هناك.[بحاجة لمصدر]
إلا أنه ليس واضحاً الدور الذي لعبته ميتاني في التحالف السوري الذي قاده ملك قادش في معركة مجدو عام 1456 ق.م ضد الملك المصري تحتمس الثالث، لكن الواضح أن المواجهات المصرية الميتانية السورية القديمة كانت في العام 1446 ق.م حيث تقابل الجيشان إلى الغرب من حلب.[بحاجة لمصدر]
لم يكن سهلاً على الجيش المصري التحكم في كامل غرب وشمال الهلال الخصيب وإن كان قد وضع حاميات عسكرية في بعض المدن كما في جبيل، إلا أن ذلك لم يحد من ثورة بعض مدن الساحل الكنعاني. وكذلك شهدت هذه الفترة زيادة نفوذ ميتاني في كامل شمال الهلال الخصيب، حتى أن أوغاريت كانت إحدى الدويلات التابعة لميتاني في بعض الفترات، كما أن بعض الدويلات التابعة سابقاَ للممكة الحيثية أنضمت إلى ميتاني مع نهاية القرن الخامس عشر ق.م. وكانت ميتاني قد أخضعت آشور وعقدت تحالفا مع الدولة البابلية.[بحاجة لمصدر]
لاحقاً بدأت العلاقات الميتانية المصرية بالتحسن في أواخر عهد تحتمس الثالث، واستمرت تلك العلاقات الطيبة بينهما. ويشهد على ذلك الزيجات المتبادلة بين ملوك مصر وبنات أمراء سوريا والرسائل المتبادلة بين طيبة وواشوكانو/ واشوكاني (سوريا) في رسائل تل العمارنة، كما في رسالة من الملك الحوري شوتارنا الثاني ملك ميتاني إلى الملك المصري أمنحوتب الثالث.[بحاجة لمصدر]

## إدارة البلاد والفتوحات

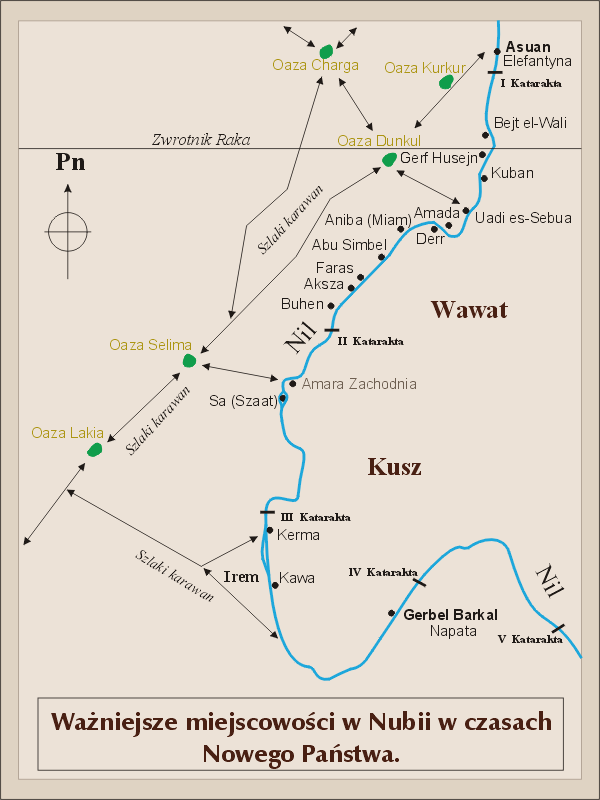
الحدود الجنوبية لإمبراطورية تحتمس الثالث.

قبل قيام تحتمس الثالث بتأمين البلاد وغزو بلاد الجوار لمنع هجومهم على مصر، اهتم بشؤون إدارة تلك البلاد الواسعة التي تمتد من حدود العراق الغربية الحالية وشمال سورية إلى الجنوب على طول مجرى نهر النيل جنوبا حتى الشلال الرابع في وسط السودان الحالي. ونصب لكل من تلك البلاد خارج مصر واليا من مصر لحكمهم وتأمين البلاد. يساعد الوالي في حكم البلد موظفون إداريون وكتبة. وكان الوالي مسؤولا أيضا عن تموين قوات الجيش المصري القائمة هناك وكذلك جمع الجزية من السكان. وكان الوالي رئيسا لأمراء تلك البلاد. وعندما كانت تقوم حركة تمرد في إحدى المقاطعات كان الوالي يقوم بإخمادها بواسطة الجنود المصريين المقيمين عنده من دون لزوم الرجوع إلى أخذ تصريح من ملك مصر. إلا إذا كان التمرد واسعا فيطلب العون من فرعون مصر الذي يمده بقوات إضافية أو يذهب إليه بنفسه على رأس حملة كبيرة لإخماد التمرد.[بحاجة لمصدر]
بعد حكم تحتمس الثالث ظلت الإمبراطورية المصرية المتسعة تحت حكم خلفائة لمدة تصل إلى نحو 400 سنة. وكان كثيرون من خلفاء تحتمس الثالث الذين حكموا مصر وحكموا تلك الفتوحات يتزوجون من بنات الأمراء وبنات ملوك دول الجوار من أجل المحافظة على السلام بين البلاد منهم أمنحتب الرابع ورمسيس الثاني وغيرهم.[بحاجة لمصدر]

## براعته السياسية

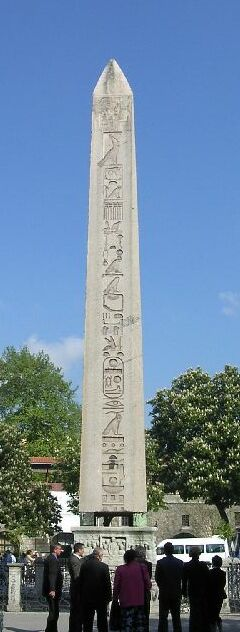
الجزء العلوي من مسلة تحتمس الثالث في القسطنطينية، أحضرها الإمبراطور الروماني ثيودوسيوس 379-395 بعد الميلاد.

استدعى تحتمس الثالث أبناء أمراء الأقاليم الآسيوية إلى طيبة عاصمة مصر في ذلك الوقت، ليتعلموا في مدارسها لضمان عدم تمردهم، إذا عادوا إلى بلادهم وتولوا الحكم فيها.[بحاجة لمصدر]
يشكك بعض المؤرخين أن تحتمس الثالث هو فرعون خروج اليهود من مصر بنى إسرائيل وذلك استنادا إلى فقرة في التوراة تقول ان الملك سليمان قد بنى بيت الرب في العام 480 من خروج بنى إسرائيل من مصر والعام الرابع لحكمه وبتحديد العام الرابع لحكم سليمان واضافت 480 سنة سيقودنا هذا إلى نهاية تاريخ حكم تحتمس الثالث، ولكن هذا الافتراض مشكوك في صحته نظرا لاختلاف هذا الرقم في نسخ ترجمات التوراة حتى ان بعضها يجعل هذه الفترة 500 عام مما يدل على ان هذا الرقم كان تخمينا من كتبة التوراة.
ومن المعروف أن الملك سليمان حكم في فلسطين بين 970 و 928 قبل الميلاد.[بحاجة لمصدر]

## أعماله المعمارية
بنى تحتمس الثالث في طيبة العديد من المعابد منها معبدين أحدهما بجانب معبد حتشبسوت في الدير البحري، كما قام ببناء البوابتان العملاقة السادسة والسابعة وقاعة الاحتفالات في معبد الكرنك وأكمل بناء معبد حابو الذي بدأته حتشبسوت، واقام معبد للآله بتاح في موطنه في منف، ويحتوى المعبد على ثلاث حجرات الأولى لبتاح والثانية حتحور ربة طيبة والثالثة للإلهه سخمت زوجة بتاح حيث يمثلها تمثال لها برأس لبؤة يعتليه قرص الشمس، وله معبد في أمدا وسمنة، وأقام معبد في الفنتين للإلهه ساتت، وله آثار في كوم امبو وادفو وعين شمس وأرمنت.[بحاجة لمصدر]
أقام تحتمس الثالث ما لا يقل عن سبع مسلات معظمها موجود الآن في عدد من عواصم العالم منها المسلة الموجودة في لندن (هي إحدى مسلتين أقامهما تحتمس الثالث أمام معبد الشمس بهليوبوليس وقد نقلهما مهندس إغريقى يدعى بنتيوس إلى الإسكندرية ليوضعا أمام معبد إيزيس، وقد سقطت هذه المسلة من فوق قاعدتها في خلال القرن الرابع عشر من الميلاد، ويقال أن محمد على باشا أهداها إلى بريطانيا عام 1831 م ولكنها لم تصل إلى لندن إلا في عام 1878 م حيث ظلت ملقاة على الأرض طوال ذلك الوقت لعدم التمكن من نقلها حتى تكفل بتكاليف نقلها السير أرزمس ولسن فصنع لها سفينة خاصة لنقلها، وقد تعرضت السفينة في طريقها للعودة للغرق نتيجة عاصفة قامت في خليج بسكاى ولكن تم إنقاذ المسلة ووصلت سالمة.[بحاجة لمصدر]
ومن الجدير بالذكر ان هذه المسلة قد أصيبت بخدوش من شظايا القنابل أثناء الحرب العالمية الثانية على نهر التيمز والمعروفة باسم إبرة كليوباترا والتي كان تحتمس قد أقامها أمام معبد عين شمس، ومسلة أخرى موجودة حاليا في إسطنبول هي إحدى مسلتين أقامهما تحتمس أمام الصرح السابع (بوابة عظيمة) بمعبد الكرنك وقد نقلها الأمبراطور ثيودورس عام 510 م، وفي الواقع تمثل هذه المسلة الجزء الأعلى فقط من مسلة كانت في الأصل أطول بكثير من أية مسلة موجودة الآن.[بحاجة لمصدر]
وله مسلة أخرى موجودة في نيويورك أقامها تحتمس أمام معبد الشمس فهذه المسلة ومسلة لندن توأمان، وهي قائمة الآن في سنترال بارك، كما أمر تحتمس في أواخر أيامه بإن تقام مسلة أمام الصرح الثامن من معبد الكرنك ولكنها لم تُستكمل بسبب وفاته، وتركت في مكانها لمدة 35 عاما إلى ان عثر عليها تحتمس الرابع واقامها في المكان الذي كانت معده له وتوجد الآن في روما امام كنيسة القديس يوحنا باللاتيران، قام قسطنطين الأكبر عاهل الدولة الرمانية بنقل هذه المسلة التي تزن 455 طن إلى الأسكندرية عام 330 بعد الميلاد لأرسالها إلى بيزنطة لتجميل عاصمته الجديدة، ولكنه فشل في نقلها فبقيت وظلت في مكانها مدة 27 عاما حتى قام ابنه قسطنطنيوس بنقلها إلى روما وأقمها في ميدان ماكسيماس، وفي عام 1587 م كشف عنها ووجدت محطمة إلى ثلاث قطع فتم إصلاحها وترميمها على يد دومنيكو فونتانا بأمر من البابا سكتس الخامس ونصبت في مكانها الحالى بميدان اللاتيران، كما أمر أيضا بأن يرفع الصليب على قمتها اعتقادا منه أن ذلك رمز لانتصار المسيحية على الوثنية.[بحاجة لمصدر]

## الفرعون الإمبراطور
أقام تحتمس الثالث إمبراطورية من اقدم الامبراطوريات في التاريخ وهي أقصى حدود لمصر في تاريخها حيث وصلت حدود مصر إلى نهر الفرات وسوريا شرقا وإلى ليبيا غربا وإلى سواحل فينيقيا وقبرص شمالاو إلى منابع النيل جنوبا حتى الجندل الرابع أو الشلال الرابع.

## مقبرته
مات تحتمس وعمره 82 سنة بعد أن حكم أربعة وخمسين عاما كما جاء في نص امنمحات «... من العام الأول حتى العام الرابع والخمسين في الشهر الثالث من فصل الشتاء اليوم الأخير من عهد فخامة الملك» من خبر رع «ملك دولة مصر الشمالية ومصر الجنوبية» ودفن في مقبرة بوادي الملوك كان قد أعدها لنفسه وهي المقبرة رقم 34، حيث يعد من أوائل الملوك الذين بنوا مقابر لأنفسهم في وادى الملوك، وقد اكتشفت مقبرته في عام 1898 على يد العالم فيكتور لوريت ووجد المقبرة قد تعرضت للنهب ولم تكن بها المومياء التي عثر عليها في الدير البحري عام 1881.
و من أشهر مقولاته لوزيره الشهير رخمى رع "لا يرضى الرب بالتحيز (الفساد)، كن يقظا فمنصب الوزير عماد الأرض كلها فليس للوزير أن يستعبد الناس، استمع للشاكى من الجنوب والدلتا أو أي بقعة.. تصرف بالعدل فالمحاباة يمقتها الرب.. كن عادلا مع من تعرفه ومن لا تعرفه...».[بحاجة لمصدر]

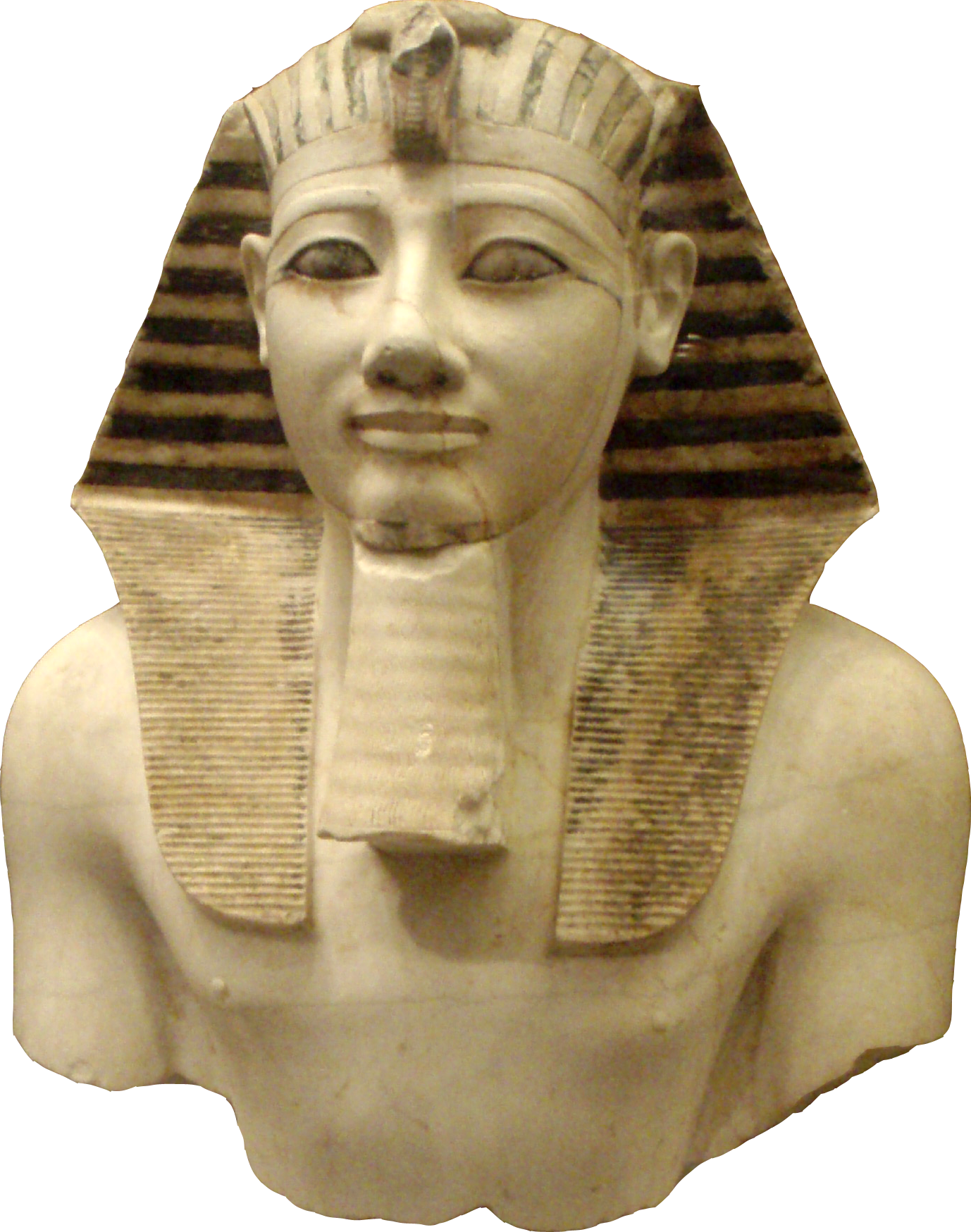
تمثال لتحتمس الثالث من المرمر بمتحف المتروبوليتان
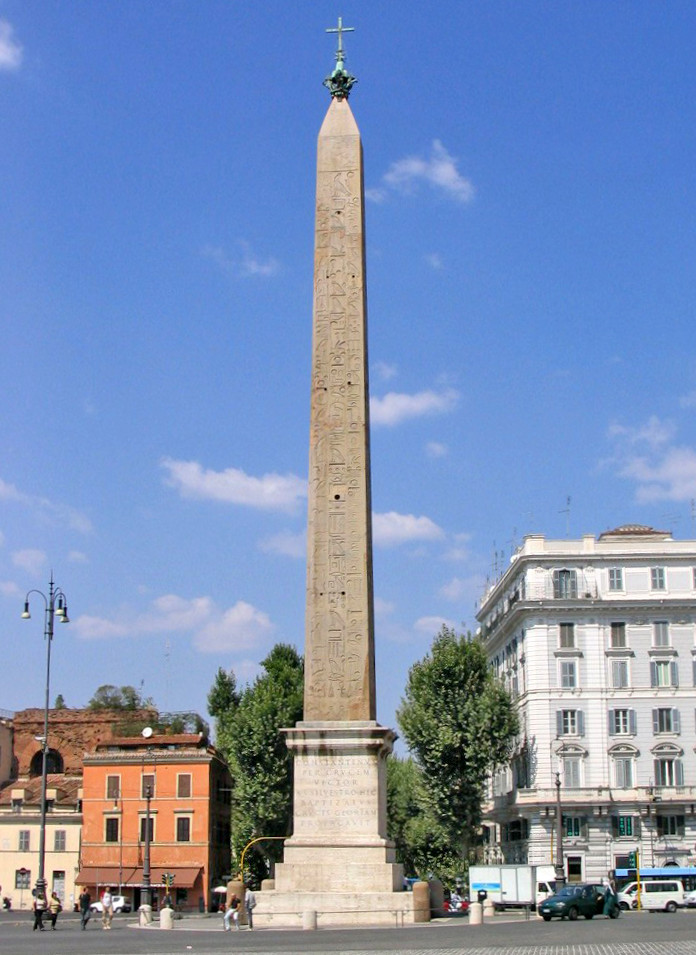
مسلة تحتمس الثالث بروما
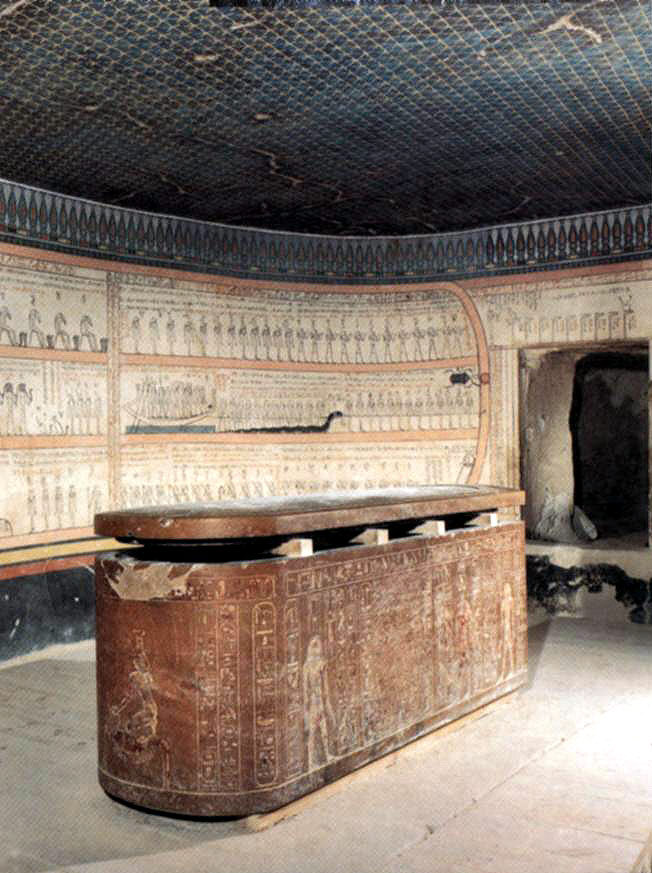
مقبرة تحتمس الثالث في وادي الملوك.

## وصلات خارجية
- Thutmose III - Archaeowiki.org
- Tuthomosis III (Egyptology Online)